# Loligo pickfordi
Loligo pickfordi är en bläckfiskart som först beskrevs av Adam 1954.  Loligo pickfordi ingår i släktet Loligo och familjen kalmarer. Inga underarter finns listade i Catalogue of Life.